# Massif de l'Anie et d'Espelunguère
Massif de l'Anie et d'Espelunguère este o arie protejată (sit de importanță comunitară — SCI) din Franța întinsă pe o suprafață de 14.253 ha, integral pe uscat.

## Localizare
Centrul sitului Massif de l'Anie et d'Espelunguère este situat la coordonatele 42°52′13″N 0°38′03″W / 42.87014°N 0.63427°V.

## Înființare
Situl Massif de l'Anie et d'Espelunguère a fost declarat arie specială de conservare în baza directivei 92/43 din 1992 referitoare la conservarea habitatelor naturale și a faunei și florei sălbatice pentru a proteja 2 specii de plante și 10 specii de animale.

## Biodiversitate
Situată în ecoregiunea alpină, aria protejată conține 31 de habitate naturale: Peșteri inaccesibile publicului, Grohotișuri silicioase de la nivelul montan până la nivelul zăpezii (Androsacetalia alpinae și Galeopsietalia ladani), Pante stâncoase calcaroase cu vegetație casmofită, Turbării active, Mlaștini turboase de tranziție și turbării mișcătoare, Izvoare petrifiante cu formare de travertin (Cratoneurion), Lande oro-mediteraneene cu formațiuni endemice de grozamă, Formațiuni stabile xerotermofile de Buxus sempervirens pe pante stâncoase (Berberidion p.p.), Păduri de fag din Europa Centrală dezvoltate pe sol calcaros cu Cephalanthero-Fagion, Pajiști uscate europene, Formațiuni de Juniperus communis pe lande sau pajiști calcaroase, Pajiști carstice calcaroase sau bazofile, de Alysso-Sedion albi, Pante stâncoase silicioase cu vegetație casmofită, Lespezi calcaroase, Pajiști silicioase din Pirinei cu Festuca eskia, Pajiști uscate seminaturale și facies de acoperire cu tufișuri pe substraturi calcaroase (Festuco-Brometalia) (* situri importante pentru orhidee), Pajiști cu Molinia pe soluri calcaroase, turboase sau argilos-nămoloase (Molinion caeruleae), Râuri de munte și vegetația lor lemnoasă cu Salix elaeagnos, Păduri de fag acidofile atlantice, cu subarboret de Ilex și, uneori, de asemenea, Taxus, la nivelul arbuștilor (Quercion robori-petraeae sau Ilici-Fagenion), Ape stătătoare oligotrofe până la mezotrofe, cu vegetație de Littorelletea uniflorae și/sau de Isoëto-Nanojuncetea, Ape puternic oligomezotrofe cu vegetație bentonică cu Chara spp., Fânețe montane, Fânețe de joasă altitudine (Alopecurus pratensis, Sanguisorba officinalis), Mlaștini alcaline, Pajiști alpine și boreale, Formațiuni ierboase bogate în specii de Nardus, dezvoltate pe substraturi silicioase în zone montane (și în zone submontane, în Europa continentală), Liziere de ierburi înalte hidrofile de câmpie și de nivel montan până la alpin, Grohotișuri termofile și vest-mediteraneene, Păduri montane și subalpine de Pinus uncinata (* dezvoltate pe substrat gipsos sau calcaros), Pajiști alpine și subalpine calcaroase, Păduri de fag subalpine medio-europene cu Acer și Rumex arifolius.
La baza desemnării sitului se află mai multe specii protejate:
- plante (2): Aster pyrenaeus, Buxbaumia viridis
- mamifere (6): liliac cârn (Barbastella barbastellus), Galemys pyrenaicus, liliac cărămiziu (Myotis emarginatus), liliacul mare cu potcoavă (Rhinolophus ferrumequinum), liliacul mic cu potcoavă (Rhinolophus hipposideros), urs brun (Ursus arctos)
- nevertebrate (4): croitorul mare al stejarului (Cerambyx cerdo), rădașcă (Lucanus cervus), gândacul de apă (Rhysodes sulcatus), Rosalia alpina

Pe lângă speciile protejate, pe teritoriul sitului au mai fost identificate 1 specie de păsări, 1 specie de amfibieni, 1 specie de mamifere, 4 specii de nevertebrate.